# Puchar Polski (województwo kujawsko-pomorskie) w piłce nożnej mężczyzn (2021/2022)
W sezonie 2021/2022 Puchar Polski na szczeblu regionalnym w województwie kujawsko-pomorskim składał się z 4 rund, w których brało udział 16 drużyn: 8 z OPP Bydgoszcz, 4 z OPP Toruń, 3 z  OPP Włocławek oraz zwycięzca poprzedniej edycji - Włocłavia Włocławek. Rozgrywki miały na celu wyłonienie zdobywcy Regionalnego Pucharu Polski w województwie kujawsko-pomorskim i uczestnictwo na szczeblu centralnym Pucharu Polski w sezonie 2022/2023.

## Drużyny
| III liga | IV liga | klasa okręgowa                                                    | klasa B                         |
| --- | --- | ----------------------------------------------------------------- | ------------------------------- |
| - Olimpia Grudziądz - OPP Toruń - Unia Janikowo - OPP Bydgoszcz - Elana Toruń - OPP Toruń - Zawisza Bydgoszcz - OPP Bydgoszcz | - Włocłavia Włocławek - obrońca tytułu - Orlęta Aleksandrów Kujawski - OPP Włocławek - Wda Świecie - OPP Bydgoszcz - Pogoń Mogilno - OPP Bydgoszcz - Start Pruszcz - OPP Bydgoszcz - Lech Rypin - OPP Włocławek - Chemik Bydgoszcz - OPP Bydgoszcz - Sportis Łochowo - OPP Bydgoszcz - Sparta Brodnica - OPP Toruń | - Elana II Toruń - OPP Toruń - Tłuchovia Tłuchowo - OPP Włocławek | - Tarpan Mrocza - OPP Bydgoszcz |

## 1/8 finału
Pary 1/8 finału, podobnie jak następne fazy pucharu, wylosowano 27 stycznia 2022, natomiast mecze rozegrano 5 i 6 marca tegoż roku.
| 5 marca 2022 | Chemik Bydgoszcz                         | 2:1   | Sportis Łochowo      |  |
| 11:00        | 26' Jakub Czesiński · 53' Szymon Maziarz | (1:0) | 56' Mateusz Zbiranek |  |

| 5 marca 2022 | Start Pruszcz    | 1:5   | Lech Rypin                                                                                      |  |
| 12:30        | 33' Marcin Wanat | (1:3) | 14', 60' Martyn Trędewicz · 27' Bartosz Krajewski · 44' Radosław Rybka · 90' Daniel Jasieniecki |  |

| 5 marca 2022 | Orlęta Aleksandrów Kujawski | 1:3 (pd.) | Wda Świecie                                                      |  |
| 14:00        | 44' Łukasz Witucki          | (1:0)     | 90' Karol Maliszewski · 95' Damian Rybacki · 115' Gabriel Palito |  |

| 5 marca 2022 | Pogoń Mogilno | 3:0 (wo.) | Elana Toruń |  |
| 14:00        |               |           |             |  |

| 5 marca 2022 | Elana II Toruń       | 1:2   | Sparta Brodnica                                |  |
| 14:00        | 71' Maciej Grabowski | (0:0) | 58' Arkadiusz Kozłowski · 75' Maciej Tuptyński |  |

| 5 marca 2022 | Włocłavia Włocławek | 0:1   | Olimpia Grudziądz |  |
| 16:00        |                     | (0:0) | 75' Jakub Bojas   |  |

| 6 marca 2022 | Tarpan Mrocza                      | 2:6   | Unia Janikowo                                                                            |  |
| 13:00        | 16' Fellipe · 31' Marcin Napierała | (2:2) | 5' Patryk Urbański · 7', 44', 77' Sebastian Ginter · 61' Patryk Zych · 86' Maciej Mysiak |  |

| 6 marca 2022 | Tłuchovia Tłuchowo | 1:6   | Zawisza Bydgoszcz                                                                          |  |
| 14:30        | 84' Paweł Gaul     | (0:5) | 1', 38', 44' Kamil Żylski · 17' Korneliusz Sochań · 35' Piotr Okuniewicz · 78' Oskar Furst |  |

## 1/4 finału
Pary 1/4 finału zostały rozlosowane 27 stycznia 2022 roku, natomiast mecze rozegrano 13 i 20 kwietnia tegoż roku.
| 13 kwietnia 2022 | Wda Świecie | 0:5   | Unia Janikowo                                                                               |  |
| 17:00            |             | (0:1) | 16' Jędrzej Kujawa · 69', 70' Przemysław Kędziora · 72' Adam Kujawski · 75' Gracjan Goździk |  |

| 13 kwietnia 2022 | Pogoń Mogilno | 0:1   | Lech Rypin           |  |
| 17:30            |               | (0:0) | 54' Martyn Trędewicz |  |

| 20 kwietnia 2022 | Sparta Brodnica | 0:4   | Zawisza Bydgoszcz                                                                |  |
| 17:00            |                 | (0:2) | 12' Adam Paliwoda · 40' Maciej Kozara · 63' Kamil Żylski · 90' Mateusz Oczkowski |  |

| 20 kwietnia 2022 | Chemik Bydgoszcz | 0:3   | Olimpia Grudziądz                                               |  |
| 19:00            |                  | (0:1) | 38' Karol Landowski · 64' Jakub Nawrocki · 90' Hubert Antkowiak |  |

## 1/2 finału
Losowanie par półfinałowych odbyło się 27 stycznia 2022 roku, natomiast mecze miano rozegrać 4 maja. Ostatecznie tylko jedno spotkanie doszło wówczas do skutku, natomiast drugie zostało rozegrane 17 maja.
| 4 maja 2022 | Lech Rypin               | 1:4   | Unia Janikowo                                                                            |  |
| 17:30       | 69' Radosław Lewandowski | (0:3) | 10' Przemysław Kędziora · 30' Mateusz Ławniczak · 33' Jędrzej Kujawa · 83' Mikołaj Gabor |  |

| 17 maja 2022 | Olimpia Grudziądz | 1:2   | Zawisza Bydgoszcz                                 |  |
| 17:30        | 36' Hubert Mich   | (1:0) | 67' Robert Tunkiewicz · 87' Stanisław Wędzelewski |  |

## Finał
Mecz finałowy planowo miał zostać rozegrany 8 czerwca, jednak ostatecznie doszło do niego tydzień później. W nim Zawisza Bydgoszcz pokonała Unię Janikowo, dzięki czemu wygrała Regionalny Puchar Polski w woj. kujawsko-pomorskim i uzyskała możliwość gry na szczeblu centralnym Pucharu Polski w sezonie 2022/23.
| 15 maja 2022 | Unia Janikowo                            | 2:4   | Zawisza Bydgoszcz                                                |  |
| 17:00        | 73' Jędrzej Kujawa · 75' Gracjan Goździk | (0:1) | 30' Piotr Okuniewicz · 59', 79' Kamil Żylski · 88' Maciej Kozara |  |